# Реститут Лондонский
Реститут (IV век) — епископ Лондонский, один из участников британской делегации, принимавшей в 314 году участие в Арльском соборе (Арелат) в Галлии.
Список тех, кто подписал Acta, то есть решения собора, включал трёх епископов, вместе с пресвитером и диаконом из Британии. Британским епископом был Эборий «de civitate Eboricensi» — из Йорка; Реститут «de civitate Londenensi» — из города Лондиниум (London); и Адельфий «de civitate Colonia Londenensium», то есть от римской колонии Лондона.
Текст, сохранившийся только в нескольких более поздних рукописных копиях, явно искажен в отношении назначения двух епископов в Лондон. Поскольку Лондон не был «колонией», большинство авторитетных источников согласились с тем, что кафедра Адельфия указана неверно, и среди возможных альтернатив имеются Линдум (Линкольн) и Камулодун (Колчестер).